# Sonnenwinkel

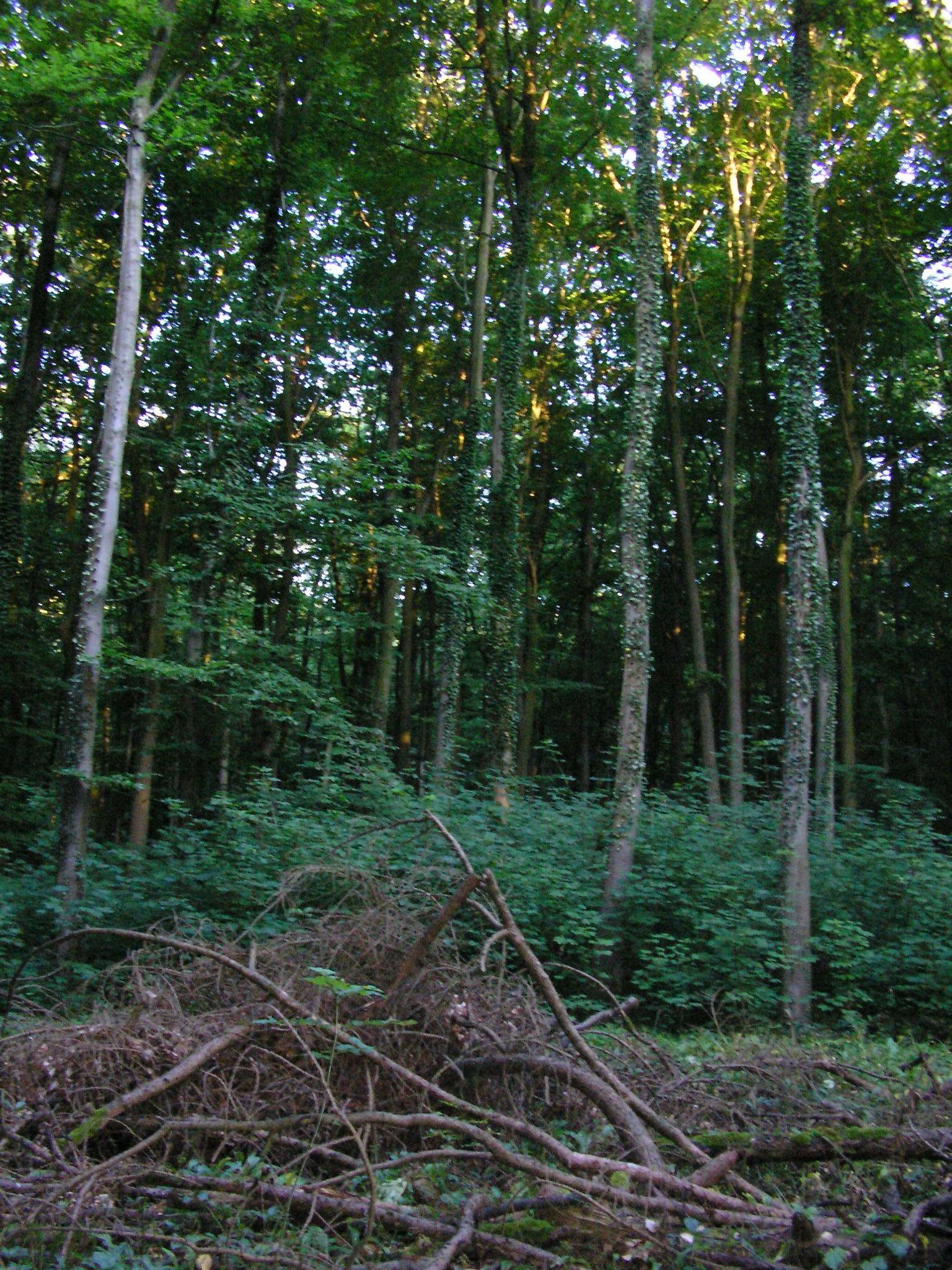
Der Sonnenwinkel stellt sich, wie hier unmittelbar südlich des Krankenhauses, als unterholzreicher Laubwald dar. Neben Buchen kommen besonders Ahorn und Eichen vor.

Das Naturschutzgebiet Sonnenwinkel liegt in der Stadt Lübbecke im Kreis Minden-Lübbecke. Es ist rund 4,7 ha groß und wird unter der Bezeichnung MI-030 geführt.
Es liegt südwestlich von Lübbecke am Nordrand des Wiehengebirges. Das Naturschutzgebiet grenzt an das Krankenhaus Lübbecke.

## Bedeutung

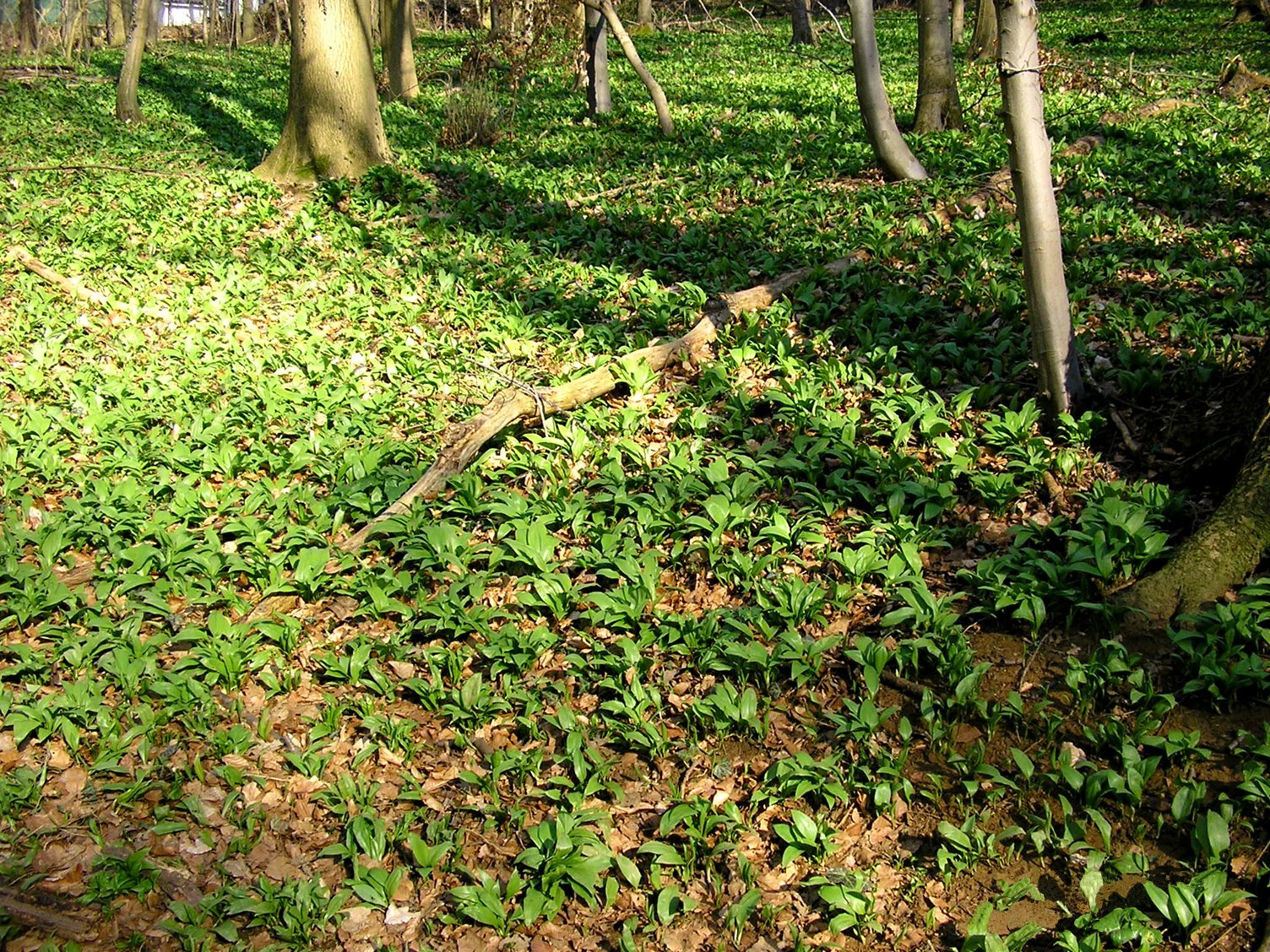
Charakteristisch für den Sonnenwinkel ist der Bärlauchbestand, der vom Frühjahr bis in den zeitigen Sommer nahezu den ganzen Waldboden bedeckt.

Die Unterschutzstellung erfolgt wegen der Seltenheit und besonderen Eigenart der Fläche und zur Erhaltung und Wiederherstellung
von Lebensgemeinschaften als Refugium für bedrohte und gefährdete wildlebende Tier- und Pflanzenarten.
Besonders zu schützen ist der krautreiche Kalkbuchenwald mit Bärlauch, Hoher Schlüsselblume, Hohlem Lerchensporn, Schwarzer Teufelskralle und Waldmeister sowie Lungenkraut und Bingelkraut.
Der Sonnenwinkel wird im zeitigen Frühjahr von Einheimischen und Kundigen genutzt, um die Blätter des Bärlauchs zu ernten, der dann einen Großteil des Waldbodens bedeckt. Die Ernte sowie das Verlassen der gekennzeichneten Wege stellen allerdings Ordnungswidrigkeiten dar, wird aber faktisch nicht geahndet, da es fast unmöglich ist, dieses gesetzeswidrige Verhalten nachzuweisen, da Bärlauch auch außerhalb des eigentlichen Naturschutzgebietes wächst.